# Александр Македонский оказывает доверие своему врачу Филиппу (Шевченко)
Александр Македонский оказывает доверие своему врачу Филиппу (также Александр Македонский проявляет доверие своему врачу Филиппу; укр. Александр Македонський виявляє довіру своєму лікареві Філіппу) — акварельный рисунок Тараса Шевченко. Выполнен им в 1836 году в Санкт-Петербурге. Один из рисунков на историческую тематику, созданных во время обучения у художника Василия Ширяева. Он изображает сюжет из истории жизни македонского царя Александра Великого.
Рисунок был подарен художником Василию Жуковскому и долгое время хранился в частных коллекциях в Европе, а затем в Радищевском музее в Саратове. С 1940 года находится в Центральном музее Тараса Шевченко и в наследующих ему учреждениях. Начиная с 1939 года рисунок неоднократно экспонировался на различных выставках.
«Александр Македонский проявляет доверие своему врачу Филиппу» — типичный рисунок в академическом стиле, где основной сюжет изображён на втором плане. Взгляд больного царя и его окружения направлен на врача Филиппа Акарнанского, который читает письмо, обвиняющее его в попытке отравить правителя. Александр игнорирует содержание письма и выпивает лекарства, приготовленные Филиппом.

## История рисунка
Рисунок был создан Тарасом Шевченко в 1836 году в Санкт-Петербурге, во время учёбы у художника Василия Ширяева. Последний учил своих учеников не только технике интерьерной росписи, но и рисованию на античную и мифологическую тематику в академическом стиле. Во время обучения у Ширяева Шевченко создал ряд «сложных многофигурных композиций» на античную тематику. По другой версии, Шевченко создал рисунок во время обучения на классах Общества поощрения художников.
Вместе с несколькими другими работами 1835—1837 годов рисунок был подарен художником своему другу, поэту Василию Жуковскому. Последний в 1841 году покинул Российскую империю и вывез рисунки в Европу. По мнению исследовательницы Ирины Вериковской, сын Жуковского — Павел — передал рисунок художнику Алексею Боголюбову, который в то время жил в Париже. В 1885 году рисунок был передан в основанный Боголюбовым Радищевский музей в Саратове, где ему был присвоен инвентарный номер 748. В 1940 году рисунок вошёл в состав фондов Центрального музея Тараса Шевченко в Киеве. После реорганизации музея, в 1948 году, рисунок хранится в Государственном музее Тараса Шевченко (с 1991 года — Национальный музей Тараса Шевченко) под инвентарным номером г-890.
Рисунок выполнен тушью на листе бумаги размерами 26 × 35,7 сантиметра и раскрашен акварельными красками. В его левом нижнем углу есть авторская надпись, сделанная тушью: 1836. Шевченко. Рисунок был наклеен на монтировочный картон, на обороте которого находилась этикетка с надписью на французском: Площадь Брэда 10 и 12. П. Гомберт-сын. Золотарь по дереву. Рамы золоченые и черные с золотом. Окантовщик. Париж (фр. 10 et 12 Place Breda. Р. Hombert Fil. Doreur sur Bois. Cadres Dares et Noire et Or. Specialie Denc adrements. Paris). Во время реставрации в 1955 году картон был отделён, и на обороте рисунка были обнаружены этюды ног. По предположению Ирины Вериковской, изображения стоп из этих этюдов были использованы при написании художником произведений на античную тематику, в том числе и рисунка, изображавшего Александра Македонского.
Рисунок впервые упоминается под ошибочным названием «Смерть Сократа» в изданном в 1886 году «Указателе Радищевского музея в Саратове». С 1911 года считается, что на рисунке изображён Александр Македонский. Искусствовед Алексей Новицкий включил рисунок в восьмой том Полного собрания сочинений Шевченко и написал первый его научный комментарий (1932). Рисунок впервые воспроизведён в третьем номере журнала «Живопись и скульптура» за 1937 год.
В седьмой том Полного собрания сочинений Тараса Шевченко в десяти томах рисунок был включён под названием укр. «Александр Македонський виявляє довір'я своєму лікареві Філіппу». В новом, двенадцатитомном, полном собрании сочинений Шевченко, рисунок получил название «Александр Македонський виявляє довіру своєму лікареві Філіппу», такое же название имеет рисунок и в «Шевченковской энциклопедии». В русскоязычной литературе встречаются названия «Александр Македонский оказывает доверие своему врачу Филиппу», и «Александр Македонский проявляет доверие своему врачу Филиппу».

## Сюжет рисунка

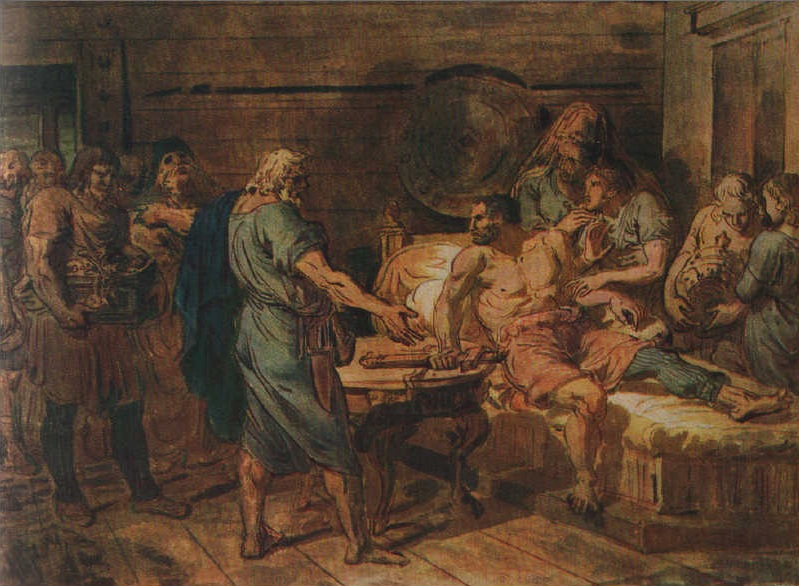
Григорий Угрюмов. «Минин призывает князя Пожарского к спасению Отечества» (1800-е)

Ирина Вериковская предполагала, что историческим источником для рисунка послужило сочинение древнеримского историка Квинта Курция Руфа «История Александра Великого Македонского». В произведении есть рассказ, как однажды царь Александр заболел, но врачи боялись его лечить, потому что в случае неудачи они были бы обвинены в убийстве больного. Только Филипп Акарнанский, который был другом, воспитателем и врачом Александра с самого его детства, решился сделать лекарство для царя. Однако, когда оно было готово, Александр получил письмо от полководца Пармениона, утверждавшего, что Филипп был подкуплен персидским царем Дарием III. Александр передал это письмо Филиппу, а пока тот читал, выпил на его глазах приготовленное зелье.
Рисунок написан в академическом стиле: его композиция типична для этого жанра. Основная сцена рисунка размещена на втором плане, больной Александра Македонский, несмотря на полученное письмо с уведомлением о намерении врача Филиппа отравить его, с полным доверием пьет его лекарство. Драматизм сцены усилен тем, что взгляд царя и всего его окружения направлен на Филиппа, который в то время читает письмо. Шевченко подчеркнул выразительность основной мысли произведения с помощью его «иллюминирования» (раскраски) акварельными красками. Художник смог совместить в рисунке «патетическую возвышенность с психологической характеристикой персонажей». Воинов Шевченко изобразил в одеждах античной эпохи, а архитектуру интерьера — в духе итальянского Возрождения. Искусствовед Леонид Владич считал основной сюжет рисунка «отчётливо говорящим»; по его мнению, это «вера в благородство человека и осуждение клеветничества».
Рисунок выполнен на тему, которую задали в Санкт-Петербургской академии художеств для учеников, претендовавших на золотую медаль, в 1836 году — в год создания рисунка. По мнению искусствоведа Николая Бурачека, рисунок мог быть скопирован с работ академистов. Шевченковед Валентина Судак указывала на сходство работы Шевченко и акварели Григория Угрюмова «Минин призывает князя Пожарского к спасению Отечества». Исследователь Василий Яременко полагает, что рисунок с Александром Македонским можно «в определённой степени» включить в серию доакадемических рисунков Тараса Шевченко, изображающих смерть известных исторических личностей.

## Участие в выставках
Выставки на которых экспонировался рисунок:
- Юбилейная Шевченковская выставка. Киев. 1939 (Каталог, № 85)
- Юбилейная Шевченковская выставка. Киев — Москва. 1964
- Шевченковская выставка. Прага. 1968 (Каталог, № 1/1)